# Videbæk
Videbæk er en by i Vestjylland med 4.351 indbyggere  (2025), beliggende 34 km syd for Holstebro, 24 km vest for Herning, 20 km nord for Skjern og 25 km øst for Ringkøbing. Byen hører til Ringkøbing-Skjern Kommune og ligger i Region Midtjylland.
Videbæk hører til Videbæk Sogn. Videbæk Kirke ligger i byen.

## Vestjyllands Kunstpavillon
Vestjyllands Kunstpavillon ligger i Videbæks lystanlæg med udsigt til en sø. Pavillonen er tegnet af Henning Larsen Architects og blev åbnet 1. juni 2012. Den ligger ved den tidligere Sportsvej, som 1. marts 2015 blev omdøbt til Henning Larsens Vej for at hædre den berømte arkitekt, som var født i Opsund 4 km vest for Videbæk.
I 2017 blev kunstpavillonen udvidet med endnu en hvid horisontal, kvadratisk bygning, der rummer et museum for Arne Haugen Sørensen, som selv har doneret en stor værdifuld samling værker til museet. De to bygninger er bygget sammen i en skæv vinkel, der efterlader et V-formet mellemrum. Bygningernes vægge består af skråtstillede stykker, der kan ses som en leg med Videbæks vartegn, V-et.

## Faciliteter
- Videbæk Skole har 433 elever, fordelt på 0.-9. klassetrin i 2-3 spor. Den er overbygningsskole for Vorgod Skole, Fjelstervang Skole og Nørre Vium-Troldhede Skole, som kun har 0.-6 klassetrin.[3]
- Tæt ved Videbæk Skole ligger Videbæk Idræts- og Fritidscenter, som har to idrætshaller, svømmehal, bowlinghal, motions- og fitnessudstyr samt 16 dobbeltværelser.[4]
- Videbæk Kristne Friskole blev oprettet i 1976 og har 263 elever, fordelt på 0.-9. klassetrin. Skolen har egen idrætshal.[5]
- Byen har 3 børnehaver: Solstrålen fra 1968 er normeret til 63 børn og har 15 ansatte.[6] Lions Clubs Børnehave er en selvejende institution, oprettet i 1973 af Lions Club Videbæk. Den er normeret til 63 børn og har 21 ansatte.[7]Gl. Kongevej er normeret til 40 børnehavebørn, og der er 12 børn i vuggestuen. Legepladsen og huset benyttes desuden af ca. 50 dagplejebørn. Institutionen har 33 ansatte.[8]
- Videbæk Forsamlingshus er opført i 1906 og har plads til 120 personer i den store sal og 30 i den lille sal.[9]
- Hotel Falken i den vestlige ende af byen har 43 værelser, en lejlighed på 80 m² med sovepladser til 10 personer, 4 selskabs- og kursuslokaler med kapacitet til 120 personer samt svømmebassin. Hotellet hører til kæden Danske Hoteller A/S.[10]
- Byen har to missionshuse: Indre Missions på Nygade, bygget i 2001,[11] og Luthersk Missions på Høgevej. Luthersk Mission ejer også plejehjemmet Bakkely, som har 38 boliger.[12]
- Centerparken Ældrecenter har 21 plejeboliger, 2 aflastningsstuer samt 10 interne ældreboliger og 16 eksterne.[13]
- På Gammel Kongevej 33 findes Videbækegnens Lokalhistoriske Arkiv, som hører under Videbæk Egnsmuseum i nabobyen Vorgod-Barde.
- Byen har 3 supermarkeder, 3 genbrugsbutikker, 4 pizzeriaer, bageri, bibliotek, Nordea-afdeling, lægehus, tandlæge og dyrlægeklinik.

## Historie

### Kroen
Ved landevejen Aarhus-Silkeborg-Herning-Ringkøbing, der blev anlagt i 1850'erne, blev der bygget en kro, som blev Videbæks første hus. Kroen brændte i 1907, men blev genopført og skiftede navn fra Videbæk Kro til Westergaards Hotel. Efter en gennemgribende renovering i 1997 havde det kun 5 værelser, som var indrettet individuelt og havde hver sit navn. Hotellet lukkede 1. november 2020.

### Landsbyen
I 1879 beskrives byen således: "Videbæk med Kro".
I 1904 beskrives byen således: "Videbæk (en Del i Vorgod S.), ved Landevejen, med Skole, Forsamlingshus (opf. 1886), Epidemihus (opf. 1892 for 15,000 Kr., med Desinfektionsanstalt og 14 Senge; ejes af Amtskommunen), Distriktslægebolig, Dyrlæge, Afholdshjem, Sparekasse for Vorgod og N.-Vium-Herborg Komm. (opr. 1868...Antal af Konti 648), flere Købmænd osv., Kro, Markedsplads (Marked i Feb., Juni og Okt.) og Telefonst.

### Sogn og kommune
Videbæk hørte i starten til Vorgod Sogn. Dets vestlige del blev i 1898 udskilt som Herborg Sogn med en ny kirke i Herborg, indviet 1899. Det var også for at tilgodese Videbæk, men det var ikke tilfredsstillende, så Videbæk fik sin egen kirke og præst i 1914. Videbæk Sogn blev udskilt i 1916, men hørte til Nørre Vium-Herborg sognekommune helt frem til kommunalreformen i 1970. Her blev Videbæk kommunesæde i Videbæk Kommune, som ved strukturreformen i 2007 indgik i Ringkøbing-Skjern Kommune.

### Stationsbyen
Videbæk fik jernbanestation på Skjern-Videbæk banen (1920-1981). Videbæk Station var endestation og blev anlagt i den nordøstlige udkant af byen fordi man troede, at banen skulle forlænges til Skive. Så i 1930 oprettede man Videbæk trinbræt, som lå tættere på bymidten ved Gammel Kongevej.
Det lave målebordsblad viser at byen efter banens oprettelse også havde mejeri, apotek, jordemoderhus og missionshus.
Den velbevarede stationsbygning ligger på Stationsvej 40, og de andre huse på østsiden af Stationsvej er bygget på stationsarealet, som DSB solgte allerede i 1955, hvor persontrafikken blev indstillet.
Fra rutebilstationen er banetracéet bevaret på godt 3 km til Herborg, hvorfra man kan køre 12½ km på skinnecykel til udkanten af Skjern. Skinnecyklerne vedligeholdes af foreningen Videbæk-Skjern Veteran- og Modeljernbane og udlejes i Astrup Købmandshandel.

## Erhverv
Arla (Arinco) mejeri og Vestas har afdelinger i Videbæk. Et stort biogasanlæg behandler 600.000 ton biomasse om året, bl.a restprodukter fra mejeriet, og producerer biogas til mejeriet.